# Challenger Britania Zavaleta 2006
Il Challenger Britania Zavaleta 2006 è stato un torneo di tennis facente parte della categoria ATP Challenger Series nell'ambito dell'ATP Challenger Series 2006. Il torneo si è giocato a Puebla in Messico dal 20 al 26 novembre 2006 su campi in cemento.

## Vincitori

### Singolare
Robert Kendrick ha battuto in finale  Leonardo Mayer per 7–5, 6–4.

### Doppio
Daniel Garza /  Jean-Julien Rojer hanno battuto in finale  Bruno Echagaray /  Horia Tecău per 6(6)–7, 6–3, [10–7].